# Amenazas medioambientales de la Gran barrera de coral

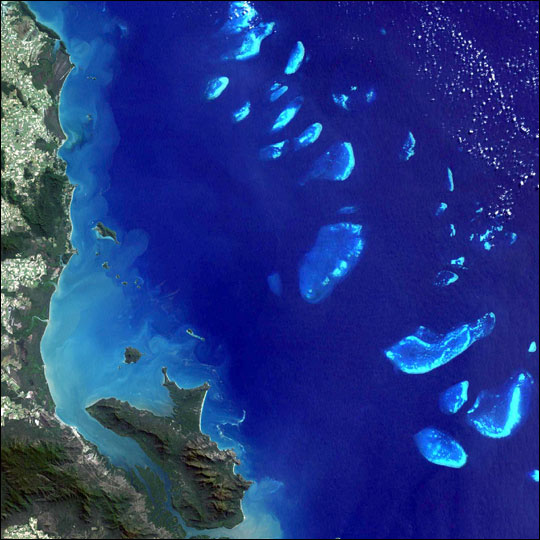
Imagen satelital de la Gran barrera de coral.

La Gran Barrera de Coral es el arrecife de coral más grande del mundo, compuesto por alrededor de tres mil arrecifes individuales y novecientas islas a lo largo de 2600 kilómetros, con un área de 344 400 km². Se encuentra en el Mar de Coral, cerca de la costa de Queensland, al noreste de Australia. Una gran porción del arrecife está bajo protección del Parque Marino de la Gran Barrera de Coral. 
Las amenazas medioambientales que sufre la Gran Barrera de Coral son varias: la más predominante es la baja calidad del agua, contaminada por escorrentía con sedimentos, exceso de nutrientes y pesticidas y con fluctuaciones en el nivel de salinidad. Los efectos del cambio climático, como el aumento de la temperatura, las tormentas y el blanqueo de coral también influyen. Otras amenazas son el crecimiento en las poblaciones de acantáster púrpura, la pesca (que modifica la cadena alimenticia) y el transporte marítimo, que puede causar derrames de petróleo o manejo inadecuado de las aguas de lastre, ambos componentes muy dañinos para el arrecife.

## Calidad del agua

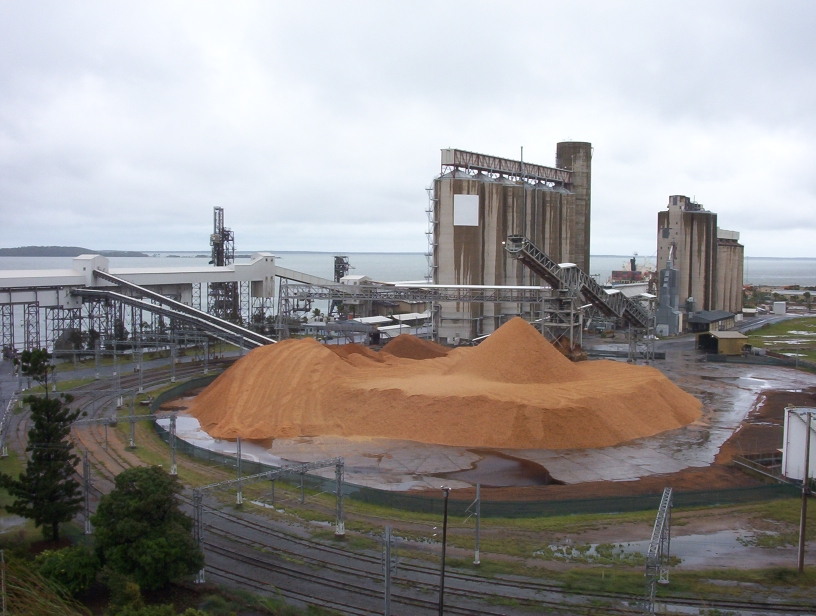
Zona industrial sobre la costa de Gladstone.

En 1989, la calidad del agua se identificó por primera vez como una amenaza para la Gran Barrera de Coral.
Treinta ríos de gran caudal y cientos de pequeños arroyos conforman la cuenca hidrográfica de la Gran Barrera de Coral, que abarca 423 000 km² de superficie. Queensland tiene numerosos centros urbanos cerca de la costa, como Cairns, Townsville, Mackay, Rockhampton y la ciudad industrial de Gladstone; Cairns y Townsville son las más grandes de estas ciudades, con poblaciones de alrededor de 150 000 habitantes cada una.
Hay muchas variables relacionadas con la calidad del agua que afectan la salud del arrecife de coral, incluyendo la temperatura del mar, la salinidad, los nutrientes, las concentraciones de sedimentos y los pesticidas. Las especies que viven en la zona están adaptadas para tolerar variaciones en la calidad del agua, pero cuando se exceden pueden sufrir graves consecuencias. Las descargas fluviales son la fuente más grande de nutrientes y llevan cargas significativas de contaminación al arrecife durante las inundaciones tropicales; el 90% de los agentes contaminantes provienen de las compañías pesqueras.
Debido a que los seres humanos usan gran parte del agua adyacente a la barrera, aproximadamente setecientos de los tres mil arrecifes se encuentran en una zona de riesgo, ya que la calidad del agua ha disminuido por los sedimentos ácidos naturales, por la escorrentía química proveniente de las empresas costeras y por el desarrollo industrial de la zona y su consiguiente pérdida de los humedales, que son un filtro natural. Estas compañías trabajan en la industria del algodón, del ganado, de la horticultura, del azúcar y de otras actividades similares que necesitan fertilizantes para fabricar sus productos. El fertilizante y los productos que se usan para la cosecha de las cañas de azúcar forman un componente acuoso que se filtra hacia la zona de la Gran Barrera de Coral. El cultivo de caña de azúcar es la principal actividad agricultora en los trópicos húmedos y la cría de ganado lo es en las regiones más secas: ambos son considerados factores significativos que afectan la calidad del agua. El cobre, un contaminante industrial común en las aguas de la barrera, ha sido identificado como un problema para el desarrollo de los pólipos de coral; las inundaciones, por otra parte, atraen grandes niveles de nitrógeno y fósforo a la zona. En febrero de 2007, se detectaron sedimentos dañinos en las regiones más remotas del arrecife después de una alteración poco común en el clima.
La escorrentía es un problema importante en la región del sur de Cairns, ya que recibe más de tres mil milímetros de lluvia al año y los arrecifes de la zona se encuentran a menos de treinta kilómetros de la costa. Los residuos industriales también son peligrosos, ya que se producen por un exceso del pastoreo y del uso de fertilizantes y pesticidas. La contaminación causada por el barro ha aumentado en un 800% y la eutrofización en un 3000% desde que se comenzaron a aplicar prácticas industriales europeas en territorio australiano. Esta contaminación elevó en niveles muy significativos el riesgo del sistema de corales, ya que atrajo olas masivas de coronas de espinas, que contribuyeron a la pérdida del 66% de los corales según unas muestras extraídas en el año 2000.
Se piensa que el mecanismo detrás del exceso de nutrientes que afecta el arrecife se debe al incremento de la competencia por la luz y el oxígeno entre las algas, pero ya que el número de autótrofos es inusualmente bajo, este incremento no modificará el contenido de la barrera y no pasará a estar formada por algas en su totalidad.
Se ha sugerido que la baja calidad del agua por el exceso de nutrientes contribuye a formar enfermedades infecciosas entre los corales; sin embargo, en general se considera que la Gran Barrera de Coral tiene un nivel bajo en lo que respecta a enfermedades en estos animales. La erosión del esqueleto, una enfermedad de los huesos de los corales causada por el protozoo Halofolliculina corallasia, afecta a treinta y un especies de corales de seis familias en el arrecife. El programa de monitoreo a largo plazo ha detectado un aumento en las enfermedades de los corales en el período 1999-2002, aunque discuten el hecho de que estas patologías estén causadas por la contaminación causada por los seres humanos.
Las concentraciones elevadas de nutrientes en un rango limitado de comunidades de coral bajo condiciones extremas pueden causar un colapso. También afectan a los corales porque favorecen el crecimiento de fitoplancton, que a su vez conlleva un aumento en el número de los organismos que se alimentan de estos nutrientes y compiten por el espacio. Las cantidades excesivas de sedimentos provenientes de la tierra firme pueden causar la destrucción del arrecife enterrando individuos, imposibilitando su reproducción o deshaciendo las comunidades; los sedimentos los afectan con sus partículas, que disminuyen la luz y potencialmente reducen la fotosíntesis y el crecimiento del alimento de los corales. Por otro lado, la salinidad de las aguas que favorecen el crecimiento de arrecifes varía entre 25 y 42%; este margen puede aumentar si hay un exceso de inundaciones.
Los gobiernos de Australia y de Queensland se han comprometido a proteger el arrecife, y crearon programas encargados de controlar la calidad del agua. Sin embargo, el Fondo Mundial para la Naturaleza ha criticado este progreso por ser lento, ya que hay por lo menos setecientos arrecifes en peligro por la escorrentía proveniente de las fábricas.

## Cambio climático

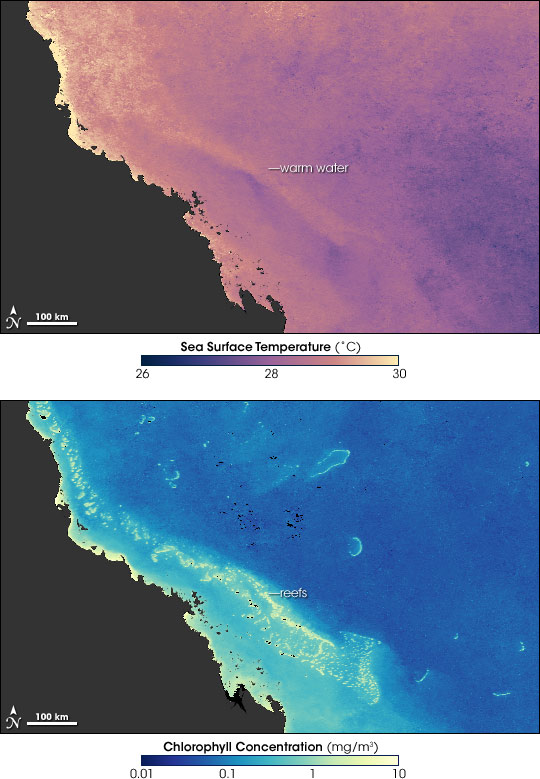
La temperatura del mar y el blanqueo en la Gran barrera de coral.

Una de las amenazas más grandes para la Gran barrera de coral y los ecosistemas de otros arrecifes tropicales del planeta es el cambio climático, liderado por el calentamiento global y por el efecto de El Niño. Varios de los corales de la barrera viven en la actualidad en el máximo nivel de temperatura que pueden soportar, como lo demuestran los blanqueos masivos de los veranos de 1998, 2002 y 2006. En febrero de 2007, la amenaza del blanqueo masivo de corales se determinó como "baja" debido a un cambio en los vientos que trajo el monzón, aunque sí se encontraron varios corales blanqueados.
Como se demostró en 1998, 2002 y 2006, los corales expulsan zooxanthellae (que satisfacen el 90% de la necesidad energética del coral) y pierden su color, revelando sus esqueletos de carbonato de calcio, cuando la temperatura del agua aumenta demasiado. En esta etapa el coral aún está vivo, y si el agua se enfría puede recuperar su zooxanthellae; si esto no sucede, en un mes el coral morirá de hambre. Australia tuvo un récord de calor en 2005, que elevó de manera alarmante la temperatura marítima y causó blanqueamientos masivos en el grupo de la Isla Gran Keppel.
La mayoría de los científicos que estudian la problemática opinan que el cambio climático es una amenaza masiva para el futuro de la Gran barrera de coral. Un informe del Grupo Intergubernamental de Expertos sobre el Cambio Climático de las Naciones Unidas, formado por los principales expertos en clima del mundo, afirma que la barrera se encuentra en un grave peligro y que para 2030 estará prácticamente extinta, y advierte que el blanqueo de corales ocurrirá todos los años.
Sin embargo, algunos científicos piensan que el blanqueo de corales no es un problema tan grave como se cree. El profesor Ridd, de la Universidad James Cook en Townsville, fue citado en el periódico conservador The Australian diciendo: "Dicen que el blanqueo es el fin del mundo, pero cuando lo analizas, es una propuesta muy dudosa". Las investigaciones efectuadas por el científico Ray Berkelmans "...han documentado niveles sorprendentes de recuperación en los especímenes de Keppel, devastados por el blanqueo en 2006". Un artículo relacionado en el mismo periódico lo explica, diciendo que "aquellos que expulsan su zooxanthellae tienen una ligera oportunidad de reemplazarlos con nuevas algas, resistentes a la temperatura, antes de morir. En las islas Keppel, en 2006, Berkelmans y su equipo notaron que la corriente dominante de zooxanthellae cambió del tipo C2, poco resistente a la luz y al calor, a los tipos D y C1, mucho más robustos".
No obstante, la mayoría de los expertos aseguran que el cambio climático ya está teniendo efectos muy negativos sobre el arrecife, y que en el futuro serán mucho peores. El futuro de la barrera dependerá de cómo cambie el clima mundial y de cuánto puedan ascender los gases de invernadero presentes en la atmósfera. El 2 de septiembre de 2009, la mayor autoridad ecológica de Australia reveló que si los niveles de dióxido de carbono llegan a 450 partes por millón los corales y los arrecifes serán extremadamente vulnerables. Si el nivel se mantiene en 380 partes por millón o menos, entonces los corales serán moderadamente vulnerables y seguirán siendo mayoría en los arrecifes.
El calentamiento global puede iniciado el colapso de los sistemas de arrecifes en los trópicos. Se cree que las temperaturas globales en ascenso causaron tormentas tropicales, pero los arrecifes son fuertes por naturaleza y pueden recuperarse de los daños causados por las tormentas. La mayoría de los expertos están de acuerdo con la teoría de que si la temperatura continúa aumentando, el aumento de blanqueo de coral será directamente proporcional; otros sugieren que mientras que los corales morirán en algunas zonas, otras se volverán habitables para ellos, y se formarán nuevos arrecifes. Sin embargo, se estima que los blanqueos masivos ocurrirán mucho más rápido que lo que tardarán los corales en recuperarse o adaptarse.
Sin embargo, Kleypas et al. sugiere en su informe de 2006 que la tendencia hacia la acidificación del océano indica que a medida que vaya disminuyendo el pH del mar, los corales producirán menos carbonato de calcio. En 2009, un estudio demostró que los corales Porites, los más robustos de la Gran barrera de coral, han reducido su crecimiento en un 14,2% desde 1990. Se ha sugerido que la causa podría ser una mala respuesta al calor y la poca capacidad de los corales para disolver el calcio.
El cambio climático y el calentamiento global son dos de las mayores amenazas para el arrecife. Un aumento de la temperatura de dos a tres grados centígrados podría causar que se blanqueara el 97% de la Gran barrera de coral cada año. El experto Terry Done ha predicho que si la temperatura mundial aumenta un grado se perderá el 82% del arrecife, si aumenta dos las pérdidas aumentarán al 97% y si aumenta tres, el resultado será "una devastación total". Un modelo predictivo basado en los blanqueos de 1998 y 1992 ha llegado a la conclusión de que un aumento de tres grados resultaría en la mortalidad absoluta de los corales
El cambio climático también afecta a otras formas de vida en la Gran barrera de coral: algunos peces migran en busca de nuevas zonas para vivir, lo que causa la muerte de gran cantidad de los pichones de las aves marinas que se alimentan de los peces. Las temperaturas elevadas también afectan a las tortugas marinas, ya que su sexo se determina por la temperatura y al ser consistente disminuyen las posibilidades para la reproducción. El tamaño del hábitat de las tortugas también está disminuyendo.

## Acantáster púrpura

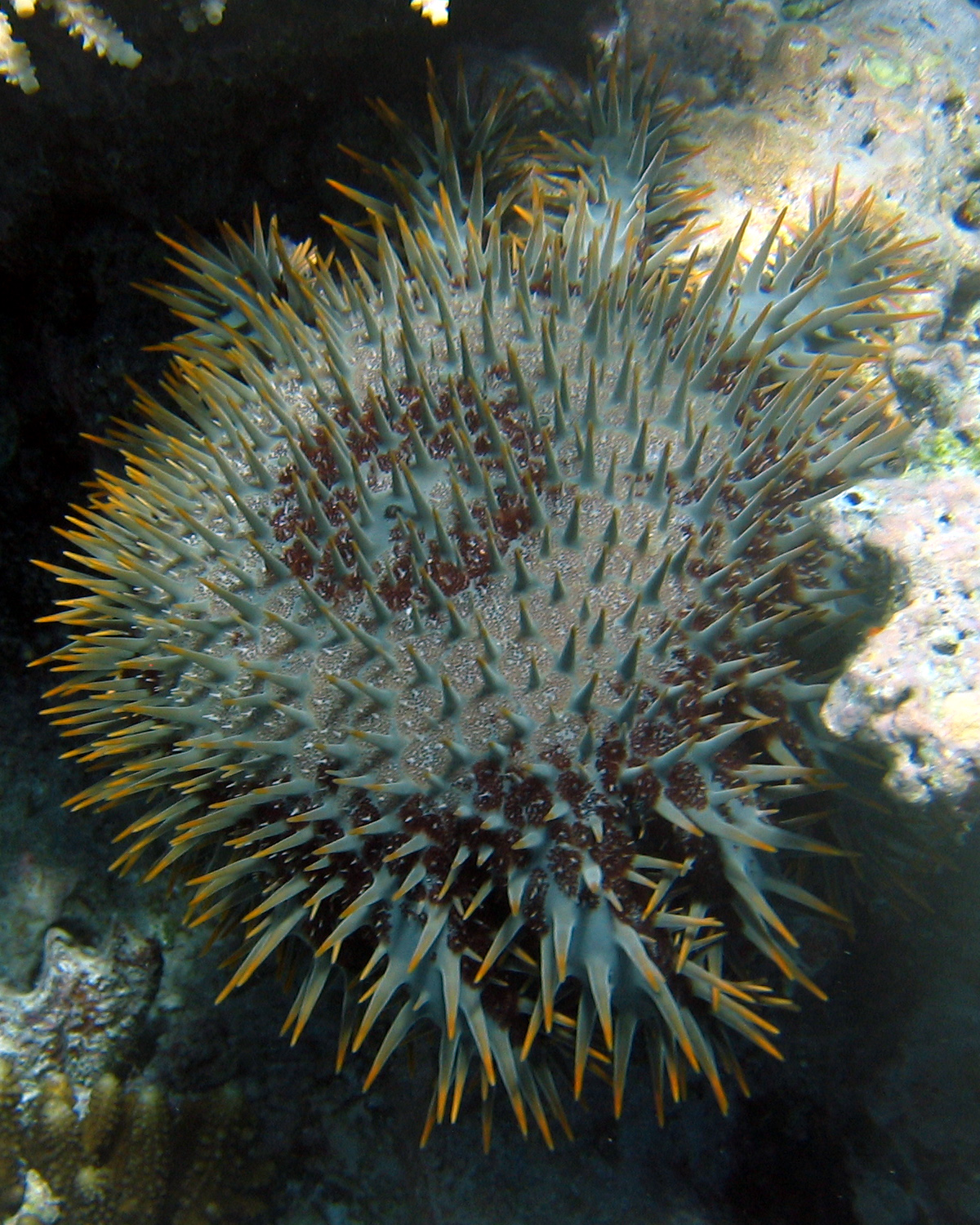
Coronas de espinas en Fiyi.

El acantáster púrpura, también conocido como corona de espinas, es un depredador de los arrecifes de coral que se alimenta de pólipos. Para matar a su víctima, trepa sobre los pólipos de coral, los estruja y despide enzimas digestivas para absorber el tejido líquido. Un individuo adulto de esta especie puede comer más de seis metros cuadrados de corales vivos en un año. Las evidencias geológicas sugieren que la corona de espinas ha sido parte de la fauna de la Gran barrera de coral por "al menos varios miles de años", pero no hay evidencias geológicas de una sobrepoblación. Estas estrellas de mar pueden devastar los arrecifes si se encuentran en grandes cantidades; en el año 2000, un crecimiento en la población causó una pérdida del 66% de los corales vivos, según unas muestras utilizadas en un estudio llevado a cabo por el Centro de Investigación de Corales CRC. Aunque se cree que estos aumentos de población suceden en ciclos naturales, la actividad humana dentro y alrededor del arrecife puede empeorar sus consecuencias: la reducción de la calidad del agua, asociada con la agricultura, puede causar que las larvas del acantáster púrpura crezcan de manera descontrolada. Por otro lado, la sobrepesca de sus depredadores naturales, tales como el Charonia tritonis, se considera como un factor contribuyente al aumento de coronas de espinas. El Centro de Investigación de Corales CRC considera que existe una sobrepoblación cuando hay treinta peces adultos en una hectárea.

## Sobrepesca
La sobrepesca insostenible de especies claves, como el Charonia tritonis y los tiburones, pueden alterar las cadenas alimenticias vitales para la vida en el arrecife. La pesca también impacta el ecosistema por la contaminación que causan los botes, la pesca accidental de otras especies (tales como delfines y tortugas) y la destrucción del hábitat consecuencia de la pesca de arrastre, las anclas y las redes que colocan los pescadores. La sobrepesca de las poblaciones herbívoras puede causar un crecimiento descontrolado de las algas. En unos estudios de simulación de sobrepesca, se ha demostrado que las pagualas Platax pinnatus reducen de manera significativa el crecimiento de las algas. Los tiburones son buscados por su carne, y cuando se los pesca de manera accidental es común que los pescadores maten al animal y lo arrojen con la borda, ya que se cree que interfieren con la pesca. Desde el 1 de julio de 2004, aproximadamente un tercio del Parque Marino de la Gran barrera de coral está protegido contra la pesca de especies de cualquier tipo sin un permiso escrito. Sin embargo, la pesca ilegal es frecuente en las zonas que no son constantemente vigiladas.

## Navegación

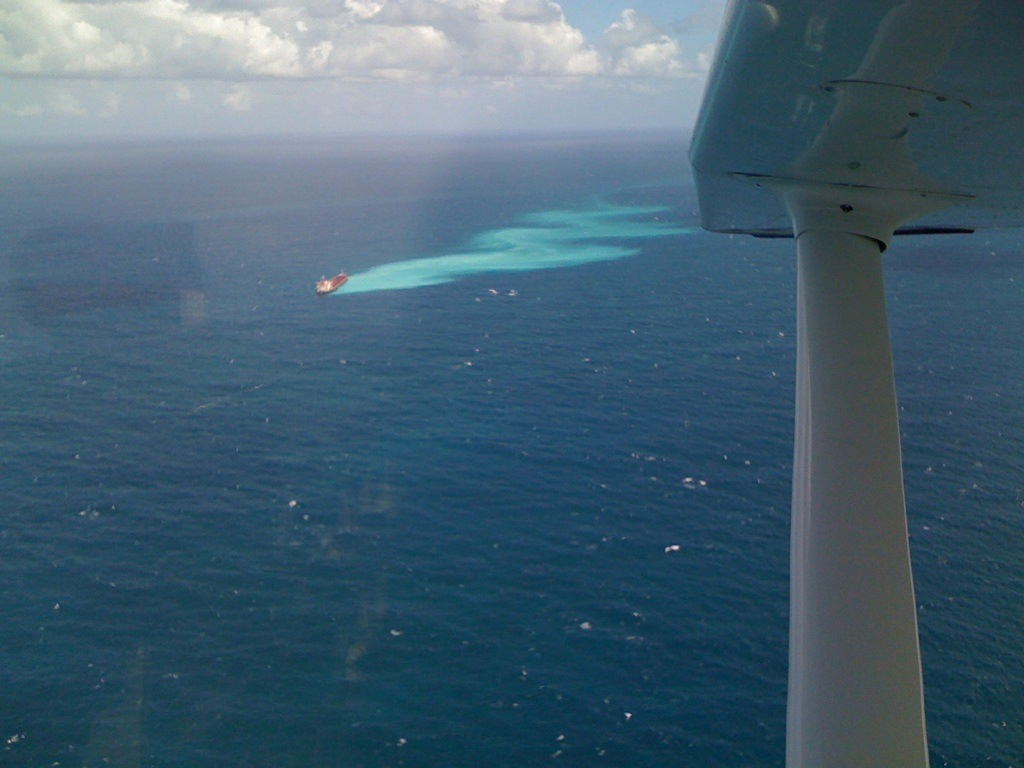
El Shen Neng 1 sobre la Gran barrera de coral, 5 de abril de 2010.

Los accidentes de navegación también son un problema constante, ya que muchas rutas náuticas comerciales atraviesan la Gran barrera de coral. El GBRMPA estima que alrededor de seis mil naves de más de cincuenta metros de largo usan el arrecife como ruta. Entre 1985 y 2001, hubo once choques y veinte hundimientos en la ruta naval que atraviesa el interior del arrecife; la causa principal de este tipo de accidentes es el error humano.
Aunque la ruta naval que atraviesa la barrera no es sencilla, los capitanes la consideran más segura que el mar abierto, ya que si sufren un problema mecánico pueden ser asistidos con rapidez. El 75% de los barcos que navegan por el arrecife usan la ruta interior. En el exterior, el viento y el oleaje pueden empujar un barco hacia el arrecife, donde el agua es muy profunda, por lo que es imposible anclar. El Capitán Cook en el Endeavour estuvo a punto de encallar en el arrecife, pero el oleaje finalmente llevó el barco a aguas seguras. Ochenta metros dentro de la Gran barrera de coral, el agua era tan profunda que no se llegaba a tocar el fondo con un ancla con una cadena de doscientos veinte metros de largo. Ha habido más de mil seiscientos barcos averiados en la región del arrecife.
Los desperdicios y las especies extrañas descargadas en las aguas de lastre de los buques (cuando no se siguen los procedimientos obligatorios) son una amenaza biológica para la barrera.
En abril de 2010, el granelero transportador de carbón Shen Neng 1 encalló en la Gran barrera de coral, causando el mayor derrame de combustible hasta la fecha, que se extendió por un área de tres kilómetros cuadrados.

## Petróleo
Desde 1923, cuando se sugirió en una publicación que la Gran barrera de coral tenía la formación rocosa adecuada como para soportar campos de petróleo de gran magnitud, se sospecha que el arrecife cubre un yacimiento petrolífero. Después del Commonwealth Petroleum Search Subsidies Act de 1957, se incrementaron las actividades de exploración en Queensland, incluyendo el vaciamiento de un pozo en Wreck Island, al sur de la barrera, en 1959. En la década de 1960, se realizaron exploraciones de petróleo y gas a lo largo del arrecife, con métodos sísmicos y magnéticos aplicados en el Estrecho de Torres, en los acantilados de la península del Cabo York y de la bahía Princesa Carlota, y desde la costa de Cooktown hasta la Isla Fraser. Al final de la década, se vaciaron más pozos de petróleo cerca de Wreck Island y del Canal de Capricornio, y cerca de Darnley Island en el Estrecho de Strait, pero no hubo buenos resultados.
En 1970, en respuesta a la preocupación general por un derrame de petróleo como el del Torrey Canyon, se ordenaron dos Comisiones Reales para que se encargaran de "la exploración y la producción petrolífera en el área de la Gran barrera de coral". Después de las comisiones, los gobiernos federales y estatales dejaron de permitir la explotación petrolífera en el arrecife. En 1990, un estudio demostró que el arrecife es demasiado joven como para contener reservas de petróleo. La explotación de este tipo sigue estando prohibida en la barrera, ya que los posibles derrames de los barcos son una amenaza importante para la vida en el arrecife, con un total de 282 derrames entre 1987 y 2002.

## Ciclones tropicales

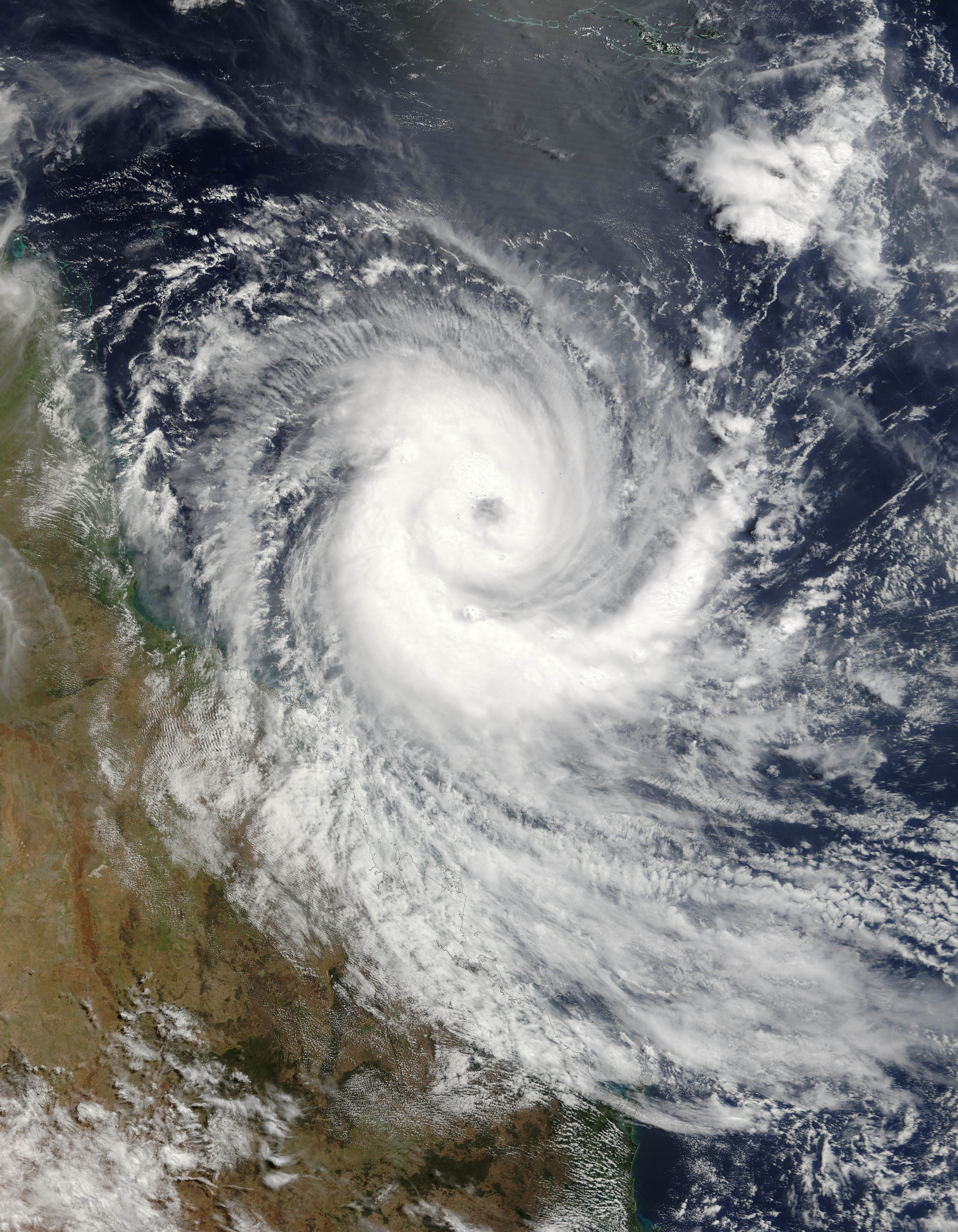
El ciclón tropical Larry sobre la Gran barrera de coral, 19 de marzo de 2006.

Los ciclones tropicales son una causa de perturbación ecológica para la Gran barrera de coral. Pueden causar una gran variedad de daños, como fragmentación, columnas de sedimentos y una baja en el nivel de salinidad del agua por la gran cantidad de lluvias. Entre 1910 y 1999, hubo numerosos ciclones que atravesaron o rodearon el arrecife; en su mayoría, atraviesan el arrecife completo en un solo día. Por lo general, los corales compactos, tales como los Porites, resisten más que los corales porosos cuando sufren ciclones. El daño más importante que causó el ciclón tropical Larry fue enterrar corales y desplazarlos, que es una de las consecuencias más comunes de este tipo de tormentas.
Cada doscientos o trescientos años, ciclones tropicales muy severos asolan la costa de Queensland; sin embargo, durante el período comprendido entre 1969 y 1999 la mayoría de los ciclones de la región fueron muy débiles, de categoría uno o dos en la escala de la Oficina de Meteorología de Australia.
El 2 de febrero de 2011, el ciclón Yasi, con velocidades eólicas de 290 kilómetros por hora, tocó tierra en el norte de Queensland y causó daños severos a una franja de cientos de kilómetros de la Gran barrera de coral. Los corales necesitarán una década para recuperarse por completo.